# Miroslav Brabec
R.D. Miroslav Brabec (26. října 1919 Dolní Počernice – 17. dubna 1998 Stará Boleslav) byl český římskokatolický kněz, osobní arciděkan a osoba pronásledovaná komunistickým režimem.

## Život
Na kněze byl vysvěcen 6. června 1943 v Libáni. Působil v celé řadě farností litoměřické diecéze. Nejdříve to bylo ve farnostech Lysá nad Labem a Všejany, které spadaly do Nymburského vikariátu. Po roce 1945 byl členem ČSL. V roce 1949 četl v kostele 1. pastýřský list čsl. biskupů namířený proti postupujícímu náboženskému útlaku. Stalo se tak po 1. červenci 1948 kdy byl duchovním správcem děkanství v Doksech a také spravoval od 23. července 1948 farnost Kruh. Na ONV v Doksech mu za to byla vyměřena pokuta tři tisíc korun československých. V březnu 1951 byl z Doks přeložen do Frýdlantského výběžku. Od 1. března 1951 působil v Raspenavě a od 1. července 1952 v Novém Městě pod Smrkem. 24. září 1952 byl zatčen orgány KS StB Liberec. Za vinu se mu kladlo, že vyzýval snoubence, aby po sňatku na MNV uzavírali i církevní sňatek. Dále, že vedl mládež k „americkému způsobu života“ tzn., že dával dětem na hraní indiánské čelenky a pistolky; rozbíjel pionýrské kroužky tím, že požadoval na ministrantech, aby se účastnili ministrantských cvičení na úkor akcí pořádaných Pionýrskou organizací a podobné záležitosti. Navíc jej kostelník z Raspenavy (člen KSČ, kterému Brabec nedůvěřoval pro jeho opilství) křivě obvinil z krádeže kostelního prádla. Lidovým soudem ve Frýdlantu byl dne 13. října 1953 odsouzen pro trestné činy krádeže a zneužití náboženské funkce na 2,5 roku odnětí svobody nepodmíněně. U odvolacího řízení mu byl nakonec trest snížen na 1,5 roku odnětí svobody. Křivé obvinění z krádeže se totiž podařilo vyvrátit. Z vězení byl propuštěn dne 21. prosince 1953. Od 30. prosince 1953 do 29. prosince 1956 byl duchovním správcem ve Mcelích. V letech 1956 až 1979 působil ve farnosti Rejšice. Dále ve farnosti Luštěnice a na závěr působil v období kolem sametové revoluce jako výpomocný duchovní ve farnosti Loučeň. Svůj život dožil v Kněžském domově ve Staré Boleslavi, kde ve věku nežitých 79 let zemřel. Pohřben byl po zádušní mši svaté 24. dubna 1998 ve Staré Boleslavi.